# 한국에너지공과대학교
한국에너지공과대학교(韓國-工科大學校, Korea Institute of Energy Technology)는 국립 특별법법인 대학으로, 전라남도 나주시 빛가람동에 있다. 국문 약칭으로 한국에너지공대(韓國-工大) 등이 쓰이며, 영문 약칭으로 KENTECH를 사용하고 있다.
2022년에 「한국에너지공과대학교법」에 의거하여 설립되었다.

## 역사

### 설립 경과
2017년 7월에 당시 대통령인 문재인은 지역 공약으로 '광주 전남 상생' 기치를 내걸게 된다. 이에 따라 2019년 9월 25일에 가칭으로 지어진 한전공과대학교의 설립 비전 선포 및 범시도민 지원위원회가 출범하게 된다. 이윽고 이틀 후인 27일 한전공과대학교 학교법인 창립 총회가 개최된다. 이듬 해인 2020년 4월 3일, 교육부는 대학설립심사위원회를 개최하고 한전공과대학교 학교법인 설립을 최종 허가하며 대학의 설립이 본격적으로 절차가 시작되었다.
2021년 3월, 설치 근거인 「한국에너지공과대학교법」이 국회 본회의를 통해 승인되었고, 4월 제정되어 5월 2일 시행되었다. 이에 따라 2022년 3월, 입학식을 열고 정식으로 개교하였다. 초대 총장으로는 윤의준이 선임됐다.
2023년 7월 27일 산업부의 감사결과 한전에너지공대에 1억3천여만원 상당의 법인카드와 800만원 상당의 업무추진비를 부적절하게 사용된 것을 밝혔고 산업부는 윤의준 총장을 관리감독 미흡등으로 해임 건의를 하였다. 이후 더불어민주당을 중심으로 야권에서는 윤석열정부가 '에너지공대 죽이기'에 나섰다며 윤 총장 해임안 철회를 주장하는 등 공방이 있었으나 결국 2023년 12월 28일 윤의준 총장이 자진사임하였다.

## 교육편제
한국에너지공과대학교의 학부 및 대학원 과정은 에너지공학부 단일 과정으로 운영된다. 단과대학의 경우 설치하지 않고 있으며, 대학원은 일반대학원 1개원을 운영하고 있다.